# Mangetsu (collection)
Pour les articles homonymes, voir Mangetsu.
Mangetsu est la collection manga de la maison d'édition française Bragelonne, filiale d'Hachette Livre, créée en 2021.

## Historique
Mangetsu, mot signifiant « pleine lune » (満月) en japonais, est créé en janvier 2021 en tant que collection manga de Bragelonne, avec Sullivan Rouaud comme directeur de publication (également directeur de la collection Hi Comics dédiée aux comics de Bragelonne). À sa création, le label annonce la publication des séries Ao Ashi, Panda Detective Agency, Le Mandala de feu et Butterfly Beast, ainsi que les rééditions de Tomié de Junji Itō et Keiji. En mars 2021, le label annonce la parution de la série Chiruran.
À l'occasion de la publication ou de la réédition de nombreuses œuvres de Junji Itō, pour lesquelles Mangetsu revoit « la traduction et le lettrage à zéro de toute son œuvre en gardant les onomatopées japonaises », l'éditeur organise une exposition et une masterclass du mangaka lors du festival d'Angoulême 2023. Outre Tomié sont notamment publiés les inédits Sensor (septembre 2021), Les Cauchemars de Mimi (octobre 2023), Carnage (février 2024) ainsi que les rééditions de Frankenstein (juin 2022) ou l'intégrale de Soichi (octobre 2022).
En janvier 2024, Mangetsu lance la collection Koten, dédiée aux classiques du manga, avec dans un premier temps la parution de Poppoya x Love Letter de Jiro Asada et Takumi Nagayasu et Ace of Diamond de Yūji Terajima.
En janvier 2025, Sullivan Rouaud, le directeur de collections, annonce quitter son poste après une vidéo sur la chaîne YouTube de HiComic (l’autre label de Bragelonne côté comics) où il tirait à boulet rouge sur l’administration au sujet des prix. Dans la foulée, plusieurs séries sont mises en « pause ».